# Christer Basma
Ole Christer Basma, född 1 augusti 1972 i Oslo, är en norsk tidigare fotbollsspelare. Basma spelade under tio år i det norska landslaget, och lika länge i Rosenborg BK. Han har även spelat för Stabæk Fotball, Kongsvinger IL och Bærum SK.